# London (Ohio)
Pour les articles homonymes, voir London.
London est une ville de l'État de l'Ohio, aux États-Unis. Elle est le siège du comté de Madison.

## Géographie
Selon les données du Bureau du recensement des États-Unis, London a une superficie de 22,0 km² (soit 8,5 mi²) entièrement en surfaces terrestres.

## Démographie
London était peuplée, lors du recensement de 2000, de 9 328 habitants.